# Kotijske Alpe (rimska provincija)
Kotijske Alpe (lat. Alpes Cottiae), rimska carska provincija smještena u zapadnim Alpama između današnje Francuske i Italije. Na zapadu je graničila s Galliom Narbonensis, na jugu s Alpes Maritimae, na istoku s Italijom te s Alpes Graiae na sjeveru. Provincijsko središte bilo je naselje Segusio (Susa).
Ime provincije potječe od Cottiusa, lokalnog vladara čije je kraljevstvo integrirano u Carstvo za vrijeme Augusta te koji je Rimljanima pomagao u njihovom osvajanju područja 15./14. pr. Kr. Iako dio Rima, njemu i njegovom sinu nasljedniku dopušteno je da vladaju svojim područjem. Nakon sinovljeve smrti, Neron je imenovao prokuratora te je područje i službeno postalo rimskom provincijom.

## Poveznice
- Kotijske Alpe